# Borough of Eastbourne
Eastbourne är ett distrikt (motsvarande kommun) i grevskapet East Sussex i England, Storbritannien. Distriktet har 102 247 invånare (2022). Det består av staden Eastbourne.